# Hebella brochii
Hebella brochii is een hydroïdpoliep uit de familie Hebellidae. De poliep komt uit het geslacht Hebella. Hebella brochii werd in 1913 voor het eerst wetenschappelijk beschreven door Hadzi. 